# Grönland Records
Grönland ist ein unabhängiges Plattenlabel, das vom Sänger, Musikproduzenten und Schauspieler Herbert Grönemeyer 1999 gegründet wurde. Der Hauptsitz befand sich lange Zeit in London, mittlerweile ist das Label in Berlin ansässig.
Zu den Vorstandsmitgliedern gehört auch der mit Grönemeyer befreundete niederländische Fotograf, Regisseur und Bühnendesigner Anton Corbijn, der durch Arbeiten unter anderem für Depeche Mode und U2 bekannt geworden ist.

## Geschichte
Grönemeyer gestaltete aktiv die Fernsehreihe Pop 2000, die die Geschichte von 50 Jahren Popmusik und Jugendkultur in Deutschland erzählt. Im Zusammenhang mit dieser Arbeit – und um in der Lage zu sein, die Alben der Krautrock-Gruppe Neu! auf CD zu veröffentlichen – gründete er das Plattenlabel Grönland Records. Laut Eigenauskunft ist Ziel des Labels, den Künstlern größere Freiheit bei der Umsetzung ihrer Projekte, einschließlich der Vermarktung, zu geben. Grönland besaß ein eigenes Studio in den bereits geschlossenen Londoner Mayfair Studios, in denen zuvor schon u. a. Radiohead, Coldplay und Blur aufgenommen haben. Grönland Records betreibt mit Polar Bear Publishing einen eigenen Musikverlag, der auch externen Künstlern für Veröffentlichungen zur Verfügung steht.
Das Label wurde von Herbert Grönemeyer selbst bis Ende 2008 gemeinsam mit René Renner geleitet, der zuvor für A & R bei EMI zuständig war. Seit 2009 ist das Label komplett in Berlin ansässig und wird von Labelmanagerin Mareike Hettler betreut. Seit dem 2002 erschienenen Album Mensch erscheinen auch Grönemeyers eigene Veröffentlichungen bei Grönland, den Vertrieb übernehmen aber weiterhin seine langjährige Plattenfirma EMI bzw. seit 2014 Vertigo und Universal.
Im Oktober 2019 feierte das Label sein 20-jähriges Bestehens. Rolling Stone veranstaltete dazu ein Event in Berlin, u. a. mit Auftritten von Boy und William Fitzsimmons.

## Künstler

### Aktuell
An Werken folgender Künstler hat Grönland aktuell Lizenz- und Produktionsrechte:
- Agar Agar
- Boy[6][7]
- Conny Plank
- Das Paradies
- David Sylvian & Holger Czukay
- Deutsch Amerikanische Freundschaft
- Duke Ellington
- Electri City
- Fazerdaze
- Gloria
- Harmonia
- Harmonia & Eno ’76
- Herbert Grönemeyer
- Holger Czukay
- I Have a Tribe
- Kat Frankie
- Klaus Dinger + Japandorf
- Ley Vampyrettes
- Michael Rother
- Neu!
- Nina Hagen
- Niels Frevert
- Oehl
- Philipp Dittberner
- Philipp Poisel
- Robert Görl
- Hans-Joachim Roedelius
- Christoph H. Müller
- William Fitzsimmons
- We Are Scientists

### Ehemalige Künstler (Auswahl)
- AK4711
- Bombay1
- Broadcast 2000
- Dextro
- Emily Haines
- Free*Land
- Freidenker
- Fujiya & Miyagi
- Gang of Four
- Half Cousin
- Harrisons
- Kira
- Lockdown Project (L.D.P.)
- Machine
- Metric
- Merz
- Pet
- Petra Jean Phillipson
- Psapp
- Sol Seppy
- Sondre Lerche
- The Earlies
- Windmill